# Eduard Abegg

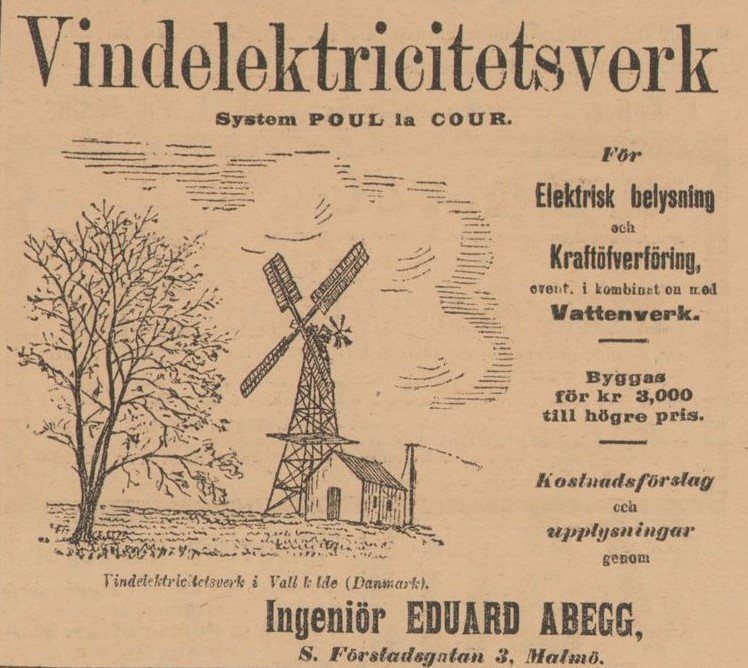
Tidningsannons från Eduard Abegg 1904.

Eduard Abegg, född 5 maj 1870 i Zürich, död 11 januari 1942 i Malmö Sankt Petri församling,  var en schweizisk-svensk ingenjör. Han var far till företagsledaren Henry Abegg.
Abegg utexaminerades från Polytechnikum i Zürich och anställdes därefter vid AEG i Berlin. I slutet av 1800-talet kom han till Sverige, där han 1899 blev chef för Elektriska AB AEG i Stockholm och därefter chef för företagets filial i Malmö. Åren 1904–1909 bedrev han egen entreprenörsverksamhet i Malmö med vindkraftverk, enligt dansken Poul la Cours konstruktion, som specialitet. Samma år uppförde han ett dylikt på Västervång i Malmö, vilket var avsett för fyra villaägare och uppgavs vara Sveriges första. Han invaldes i Svenska Uppfinnareföreningen 1904.
Tillsammans med Emil Ziehl grundade Abegg i Berlin år 1910 företaget Ziehl-Abegg, men lämnade företaget redan samma år. Han blev därefter chef för Pöge Elektrizitäts-AG i Berlin, vilken befattning han innehade till 1918, då han åter bosatte sig i Malmö. Här startade han en kemisk-teknisk fabrik och blev som fabrikant av speciellt växtskyddspreparat ett känt namn inom växtodlarkretsar.
Abegg är begravd på Gamla kyrkogården i Malmö.